# Afaan Oromo
Afaan Oromo is een Koesjitische taal die wordt gesproken door de Oromo, hoofdzakelijk in de Ethiopische regio Oromiya en in de Ethiopische hoofdstad Addis Abeba. De taal wordt door zo'n 24 miljoen mensen gesproken.
De Oromo zijn de grootste etnische groep in Ethiopië. Zij maken ongeveer 32% van de totale bevolking uit. Het is sinds februari 2020 een van de zes officiële talen van Ethiopië.
Het Afaan Oromo wordt in het Latijns schrift geschreven, maar vroeger in het Ethiopisch schrift.